# Petrus Platin
Petrus Platin, född 21 september 1700 i Aringsås församling, död 19 oktober 1748 i Gränna stadsförsamling, Jönköpings län, var en svensk präst.

## Biografi
Petrus Platin föddes 1700 i Aringsås församling. Han var son till klockaren Lars Svensson och Elisabet Svensdotter i Benestad. Platin blev 1716 student vid Braheskolan och 1725 student vid Lunds universitet. Han disputerade 1729 (dissert. scheol genuinam sistens notionem, pres. H. Benzelius, och diss. paradoxa omnem hominum scientiam auctoritate lamquam basi sua niti demonstrans, pres. C. Papke). År 1731 prästvigdes han och alvade magisterexamen 1734. Han var opponent vid prästmötet 1737 och blev 1738 kyrkoherde i Åkers församling. Platin blev 1743 kyrkoherde i Gränna stadsförsamling, tillträde 1745. Han avled 1748 i Gränna stadsförsamling och begravdes i en välvd grav på kyrkogården.

### Familj
Platin gifte 25 oktober 1732 med Maria Svalandra (1703–1752). Hon var dotter till kyrkoherden Johannes Svalander i Åkers församling. De fick tillsammans barnen rådmannen Petrus Platin (1733–1797) i Linköping, assessorn Johannes Platin (1734–1801), Elisabet Platin (1736–1737), notarien Lars Fredrik Platin (1738–1808), Elisabet Platin (1740–1741) och Elisabet Platin (född 1742).